# محمد الصديق حمادوش
الشيخ محمد الصديق بن الطيب حمادوش (1895-1966) واحد من شيوخ زاوية بن حمادوش، الكائنة في قجال، ومن علماء الدين البارزين في ولاية سطيف الجزائرية، كان من الناشطين في ثورة التحرير الجزائرية، ومن المجددين للزاوية العلمية بقجال سنة 1963 ميلادي، عرف بالعلم والورع والتقوى...

## مولده
ولد الشيخ محمد الصديق حمادوش سنة 1895 ميلادي بمنطقة قجال، الكائنة في ولاية سطيف الجزائرية.

## نسبه
يعتبر من آل البيت، ويمتد نسبه إلى إدريس الأزهر بن إدريس الأول بن عبد الله المحض الكامل بن الحسن المثنى بن الإمام الحسن السبط بن أمير المؤمنين الإمام علي بن أبي طالب، والسيدة فاطمة الزهراء بنت رسول الله (ﷺ ). وهو حسني وحسيني فجده عبد الله المحض الكامل، أبوه هو الحسن المثنى بن الإمام الحسن السبط، وأمه هي فاطمة بنت الحسين بن علي السبط.

### شجرة نسبه
.

## دراسته
حفظ القرآن العظيم، وأخذ مبادئ اللغة العربية، والفقه والأصول في زاوية بن حمادوش، ثم انتقل إلى مدينة سطيف ليواصل دراسته بها، فتعرف على الشيخ البشير الإبراهيمي، وأخذ عنه.

## أخلاقه
كان الشيخ محمد الصديق بن الطيب حمادوش ثقة مأمونا صدوقا، ورعا تقيا، حليما سخيا كريما، صواما قواما، كثير النوافل، صاحب ولاية وكرامة، ذا شخصية مهابة، كان حكيما إذا تحدث، حليما إذا غضب، صادقا إذا وعد، ناصحا أمينا...

## الزاوية العلمية
بعد وفاة والده العبد الصالح الشيخ طيب بن الصديق حمادوش (رضي الله عنه)، تولى الشيخ محمد الصديق مشيخة الزاوية تنفيذا لوصية والده، فاجتهد الشيخ في إعطاء بعث جديد للزاوية، فأعاد بناء مسجدها وتوسيعه، كان ذلك سنة 1936، ثم التمس من الشيخ المختار بن الشيخ أن يتولى التدريس بالزاوية العلمية فلبى الشيخ المختار بن الشيخ الدعوة وشرع في التدريس، وبذلك عاد للزاوية دورها العلمي ؛فأقبل عليها طلبة العلم من كل حدب وصوب.  

## تقاسم الأعمال
ظل الشيخ محمد الصديق بن الطيب حمادوش، وفيا لمسؤولياته إزاء الزاوية العلمية، فلما أنهى الإمام الشهيد عبد الحميد حمادوش، دراسته بجامع الزيتونة بتونس وعودته إلى أرض الوطن وتفرغه للتعليم والإمامة والفتوى.... تركزت اهتمامات الشيخ محمد الصديق حمادوش على الشؤون الإدارية والمالية للزاوية العلمية، ولكنه لم يترك إلقاء دروس الأخلاق في يومي الخميس والجمعة.

## علاقاته
كانت له علاقات مع كثير من العلماء، كالشيخ محمد العربي التباني، والشيخ نعيم النعيمي، والشيخ بلقاسم بن عكة، والشيخ البشير الإبراهيمي وغيرهم...</ref>

## مع الشيخ الإبراهيمي
كان للشيخ محمد الصديق بن الطيب حمادوش علاقات شخصية مع الشيخ البشير الإبراهيمي حيث تتلمذ عليه في تتلمذ على يديه في باداء الأمر، ثم تطورت تلك العلاقة لتصبح علاقة تعاون في خدمة العلم والدين، وقد تجلى ذلك خلال تعاونهما في التجمعات التي كانت تعقدها جمعية العلماء لجمع التبرعات، ومنها التجمع الذي انعقد بمسجد زاوية بن حمادوش بقجال، وحضره جمع غفير من سكان المنطقة، فترأس الاجتماع الشيخ البشير الإبراهيمي وقُدِّم للصلاة، فصلى بالناس صلاة المغرب، وبعد العَشاء خطب في الحاضرين، وطلب منهم مساعدة جمعية العلماء المسلمين، في جمع التبرعات لبناء مدرسة الفتح بمدينة سطيف، فكان أهل منطقة قجال أول المساهمين في بنائها.

## الثورة المجيدة
كان الشيخ محمد الصديق حمادوش من المساهمين في ثورة التحرير الجزائرية، حيث كان على اتصال مباشر بالإمام الشهيد عبد الحميد حمادوش ورفاقه، وقد كان من الداعمين لهم...

## مواجهة البلاء
بعد شهادة الإمام المجاهد الشهید عبد الحميد حمادوش، وما إن بلغ خبر استشهاد الإمام، قيادة القوات المحتل الفرنسية بمركز "برقنوس "برأس الماء، حتى سارعت إلى نشره بالمنطقة كلها، للتعبير عن انتقامها من المجاهدين وإظهار التشفي والشماتة، وبث الرعب والخوف في الأوساط الشعبية، كان ذلك فعلها كلما تمكنت من أسر أو قتل مجاهد ؛ وذكر واحد من شيوخ زاوية بن حمادوش أنه في مساء ذلك اليوم، فاجأ فيه قائد قوات العدو الشيخ محمد الصديق بن الطيب حمادوش، حيث قدم بسيارة جيبت " وبسياقة جنونية دار عدة دورات حول البيت مثيرا فينا الرعب والفزع، ثم توقف أمام الشيخ محمد الصديق حمادوش، وفي يده صورة للشهيد ملطخة بالدماء، كان منظرها مرعبا للغاية ! وبعنجهية وغطرسة، رمى الصورة أمام الشيخ قائلا : هذا مصير كل الفلاقة، لن يفلت منا أحد، سنأتي بهم أين ما كانوا، ثم انصرف...

## بعد الاستقلال
في الأشهر الأولى للاستقلال قام الشيخ محمد الصديق حمادوش باستقدم الشيخ القريشي مدني مدرسا بالزاوية، ثم قام باستقدام الشيخ الحسين مومن لمساندته فاجتمع حولهما عدد أكبر من الطلبة لعدة شهور، وفي صائفة سنة 1963 ميلادي، شرع الشيخ محمد الصديق حمادوش، رفقة الشيخ البشير قزوط في مشروع تجديد الزاوية العلمية بقجال، تحت اسم مدرسة الشهيد عبد الحميد حمادوش، فتم تكوين لجنة تضم الشيخ محمد الصديق، رالشيخ البشير قزوط، والشيخ القريشي مدني، والشيخ لحسن بودرافه، والشيخ البوزيد هيشور، والشيخ البشير فلاحي، والشيخ محمد خلفي، فإنطلقت أشغال بناء المدرسة الجديدة بالزاوية، بعد فترة تم افتتاح الفرع الجديد لزاوية بن حمادوش وهي مدرسة للتعليم بالأسلوب الحديث بحفل بهيج حضره الشيخ نعيم النعيمي، والأستاذ محمد العوضي المصري، والشيخ الإمام بن مدور، وغيرهم..، استأنفت الزاوية العلمية عملها بإشراف الشيخ محمد الصديق بن الطيب حمادوش، وتسيير الجمعية الدينية برئاسة الشيخ البشير ڤزوط، وكان من أبرز أساتذتها الشيخ القريشي مدني، والشيخ إسماعيل زروڤ، ومن فلسطين الأساتذة ذيب كنعان، ويعقوب قرعاوي، وتيسير محمد سعيد وغيرهم..، في هذه الفترة أخذت الزاوية صبغة المدرسة الحرة أكثر منها زاوية ذات خط ديني وطريقة ومنهج في التربية والسلوك والتعليم، وتوقف التعليم القرآني بها، ولكنها أدت دورا رائدا في تعليم أبناء المنطقة، وولاية سطيف، فقدم إليها الطلبة من كل حدب وصوب، وبارك الله فيها، فكان لها دور كبير في محو الأمية والجهل، وإحياء العلم، كما ساهمت بنسبة كبيرة في مد المدارس النظامية بالمعلمين والأساتذة.

## وفاته
تُوفي الشيخ محمد الصديق بن الطيب حمادوش سنة 1966 عن عم يناهز اثنتين وسبعين سنة، وشيع جنازته جمع غفير من ولاية سطيف، كما حضرها وفد رسمي من الشؤون الدينية والأوقاف على رأسهم الشيخ نعيم النعيمي، والذي ألقى في المشيعين كلمة تأبينية ترحم فيها على روح الشيخ محمد الصديق حمادوش مذكرا بخصاله الحميدة.وأعماله الباقية بإذن الله.

## مواضيع ذات صلة
- وزارة الشؤون الدينية (الجزائر)
- وزارة المجاهدين (الجزائر)
- الزوايا في الجزائر
- المجلس الإسلامي الأعلى (الجزائر)
- المجلس العلمي للإفتاء (الجزائر)
- المرجعية الدينية الجزائرية
- دار الإمام
- وزارة التربية الوطنية (الجزائر)
- صوفية
- تاريخ التصوف
- التصوف
- زاوية (مدرسة)
- مسجد جامع
- مدرسة قرآنية
- تكية
- كتّاب
- خانقاه
- ضريح
- وعدة
- ولي

## وصلات خارجية
- موقع وزارة الشؤون الدينية والأوقاف
- موقع وزارة التربية الوطنية الجزائرية